# フィアット・レガータ
レガータ (REGATA)は、フィアットが製造・販売していた自動車である。

## 概要
「131」の後継車種で、ハッチバック車のリトモをベースとする3ボックスセダンおよびステーションワゴンである。
1983年9月、フランクフルトモーターショーで発表された。デビュー時は4ドアセダンのみで、「ウイークエンド」と呼ばれるステーションワゴンは翌1984年に追加された。
前輪駆動で、当初のエンジンは直列4気筒、1.3 L/1.5 L/1.6 Lのガソリンおよび1.7 L/1.9 Lのディーゼルを設定。角形ヘッドランプのフロントマスクをはじめ、ドアを除く外板はリトモとは変えられている。
1986年にマイナーチェンジ。後継のテムプラがデビューする1990年まで生産された。
日本にも輸入され、一例として1986年の価格は1.5 Lの85S (AT) が264万円、1.6 Lの100S (MT) が265万円であった。